# Nosseni-Altar

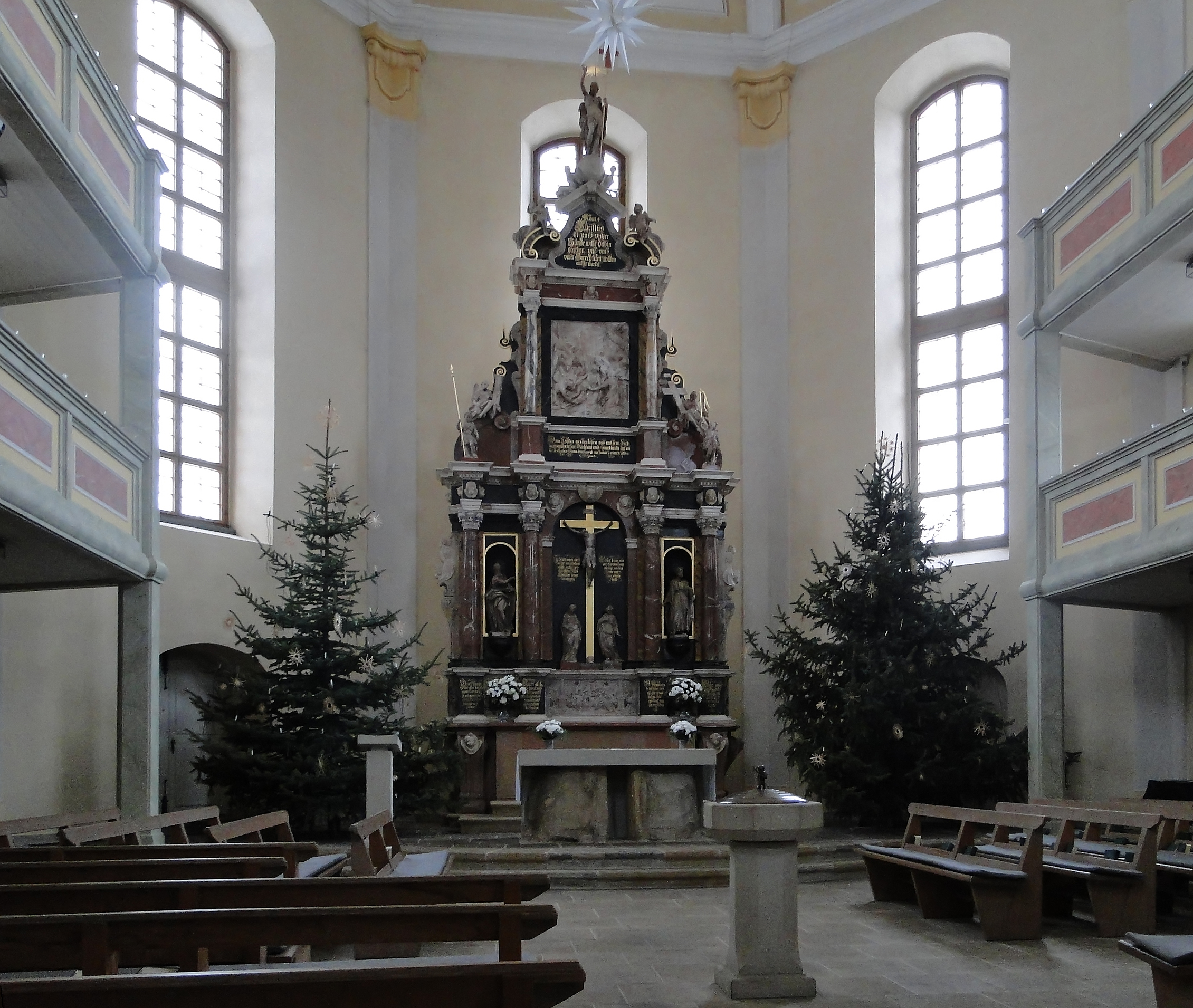
Der Nosseni-Altar (2010)

Der Nosseni-Altar ist ein Renaissance-Altar des Schweizer Bildhauers Giovanni Maria Nosseni (1544–1620) aus dem Jahr 1606 und gilt als dessen bedeutendstes Werk. Er war der Hauptaltar der Dresdner Sophienkirche und wurde wie die Kirche während der Bombardierung der Stadt im Februar 1945 schwer beschädigt. Nach seiner Rekonstruktion in den 1990er-Jahren steht der Nosseni-Altar seit 2002 in der Loschwitzer Kirche.
Der Altar, an dem verschiedene Dresdner Bildhauer beteiligt waren, gilt als Hauptwerk des Manierismus aus der Zeit des Kurfürstentums Sachsen um 1600 und weist neben dem Einfluss italienischer Künstler auch Aspekte heimischer Kunsttraditionen auf, die dem „nordischen Geschmack“ angepasst waren. Der Nosseni-Altar steht seit 1979 unter Denkmalschutz.

## Geschichte

### Stiftung der Sophie von Brandenburg

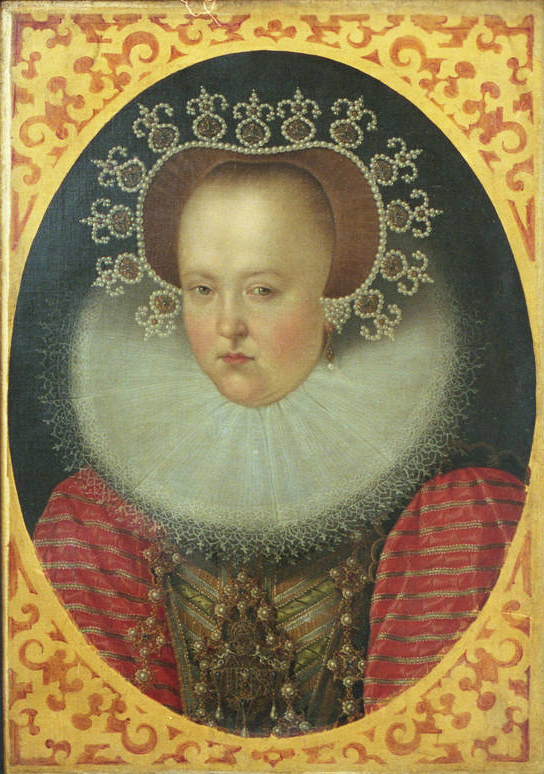
Kurfürstin Sophie von Brandenburg stiftete den Altar

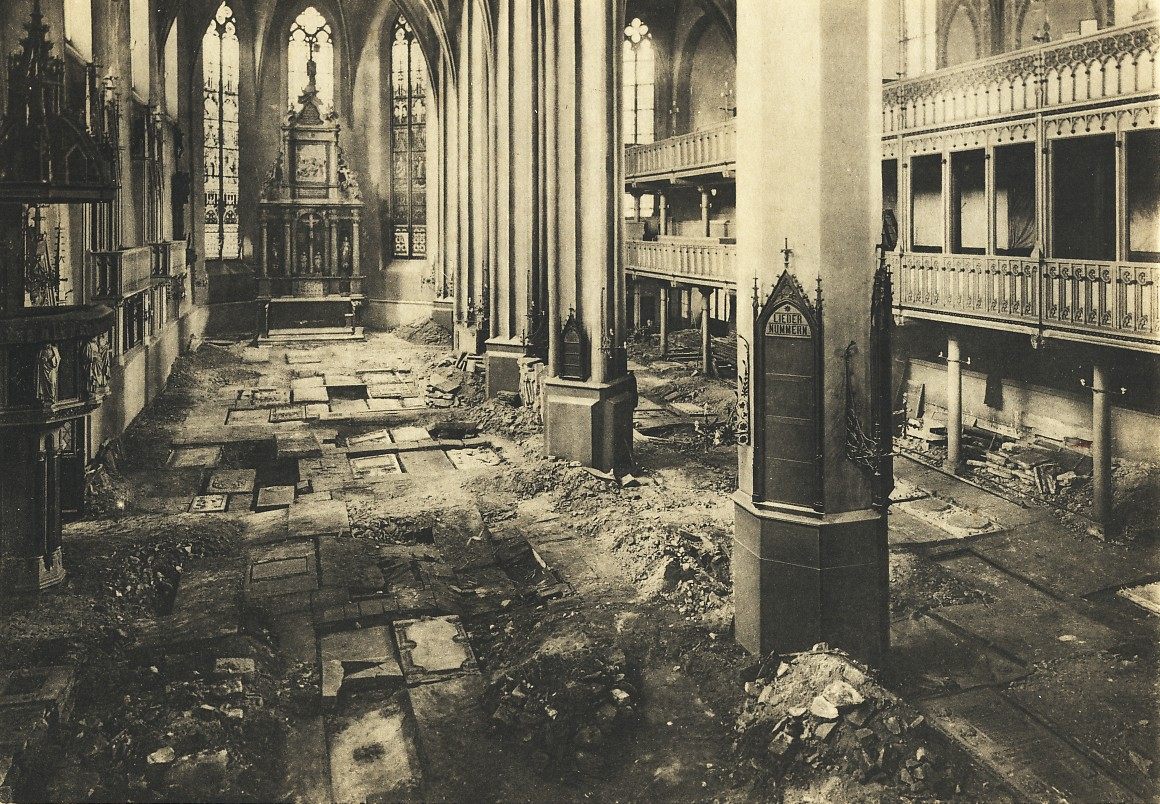
Der Nosseni-Altar hinten links in der Sophienkirche, 1910

Der Nosseni-Altar geht auf eine Stiftung Sophies von Brandenburg aus dem Jahr 1606 zurück. Als Witwe des sächsischen Kurfürsten Christian I. hatte sie nach seinem frühen Tod 1591 in Sachsen erfolgreich das Luthertum gegen die calvinistischen Bestrebungen Nikolaus Krells durchsetzen können. Von 1599 bis 1602 erfolgte auf ihre Veranlassung der Umbau der nahe dem Dresdner Schloss gelegenen Kirche des Franziskanerklosters zur protestantischen Kirche, die nach der Fertigstellung 1602 unter dem Patronat Sophies von Brandenburg den Namen Sophienkirche erhielt.
Für die neue Sophienkirche stiftete Sophie von Brandenburg 1606 den Altar, der bis 1607 unter Giovanni Maria Nosseni in ihrem nördlichen Chor errichtet wurde. An der Ausführung beteiligte Bildhauer waren vermutlich die Brüder Sebastian Walther und Christoph Walther IV (um 1572–1626), Cousins zweiten Grades des Bildhauers Hans Walther. Für den Altar, der 3500 Gulden gekostet hatte, wurden dabei verschiedene Steinmaterialien verwendet, die aus von Nosseni erschlossenen und verwalteten Steinbrüchen stammten. Ungewöhnlicherweise fehlen am Altar Hinweise auf die Stifterin, wie ein Bildnis oder das Wappen. Daher wird die Stiftung heute als eine Art „Dankes- und Glaubenszeugnis“ Sophies von Brandenburg angesehen.

### Zerstörung 1945
Teile des Altars der Sophienkirche waren bereits vor den Luftangriffen auf Dresden am 13. Februar 1945 vor möglichen Zerstörungen geschützt worden. So wurde das Beweinungsrelief, die Figuren des Auferstandenen, des Todes und des Teufels, sowie einige Engel und Putten abgenommen und eingelagert, das Predella-Relief vermauert. Die Bombenangriffe führten zu schweren Beschädigungen am Altar. Noch vor dem Ende des Zweiten Weltkriegs wurden erste figürliche Teile des Altars geborgen. Weitere Figuren, so die fünf des Hauptgeschosses, konnten vor dem Einsturz des Kirchengewölbes der Dresdner Sophienkirche im Februar 1946 aus dem Schuttberg gerettet werden. Der Altaraufbau selbst blieb in der Kirchruine. Das Predellarelief mit einer Darstellung des Abendmahls blieb eingemauert, um es vor mutwilliger Zerstörung zu schützen. Noch im Dezember 1945 war ein Aufmaß angefertigt worden, das später zu einer wichtigen Grundlage für die Rekonstruktion wurde. In den folgenden Jahren wurden zahlreiche der kleinen Engelsköpfe am Altaraufbau abgebrochen und gestohlen.
Die geborgenen Figuren des Nosseni-Altars wurden teilweise in Räumen des Dresdner Schlosses und der Kreuzkirche eingelagert. Andere Teile und weitere Objekte der Sophienkirche gelangten in verschiedene Kirchen in Dresden, so die Kreuzigungsgruppe in den Gemeinderaum der Trinitatiskirche und das Abendmahlsrelief in die Thomaskirche.
Im Jahr 1963 wurde die Sophienkirche abgetragen. Denkmalschützer zerlegten den Nosseni-Altar in seine Einzelteile und deponierten sie im Keller des Ständehauses, wobei die Aufbewahrung nicht sachgerecht erfolgte und es zu weiteren Beschädigungen und Verlusten kam. Der Plan, den Altar in der Matthäuskirche in der Dresdner Friedrichstadt zu errichten, scheiterte an der mangelnden Höhe des Kirchenraumes. Im Jahr 1979 wurden die erhaltenen figürlichen Teile des Nosseni-Altars in die zentrale Denkmalliste der DDR aufgenommen.

### Restaurierung und Rekonstruktion 1998 bis 2002

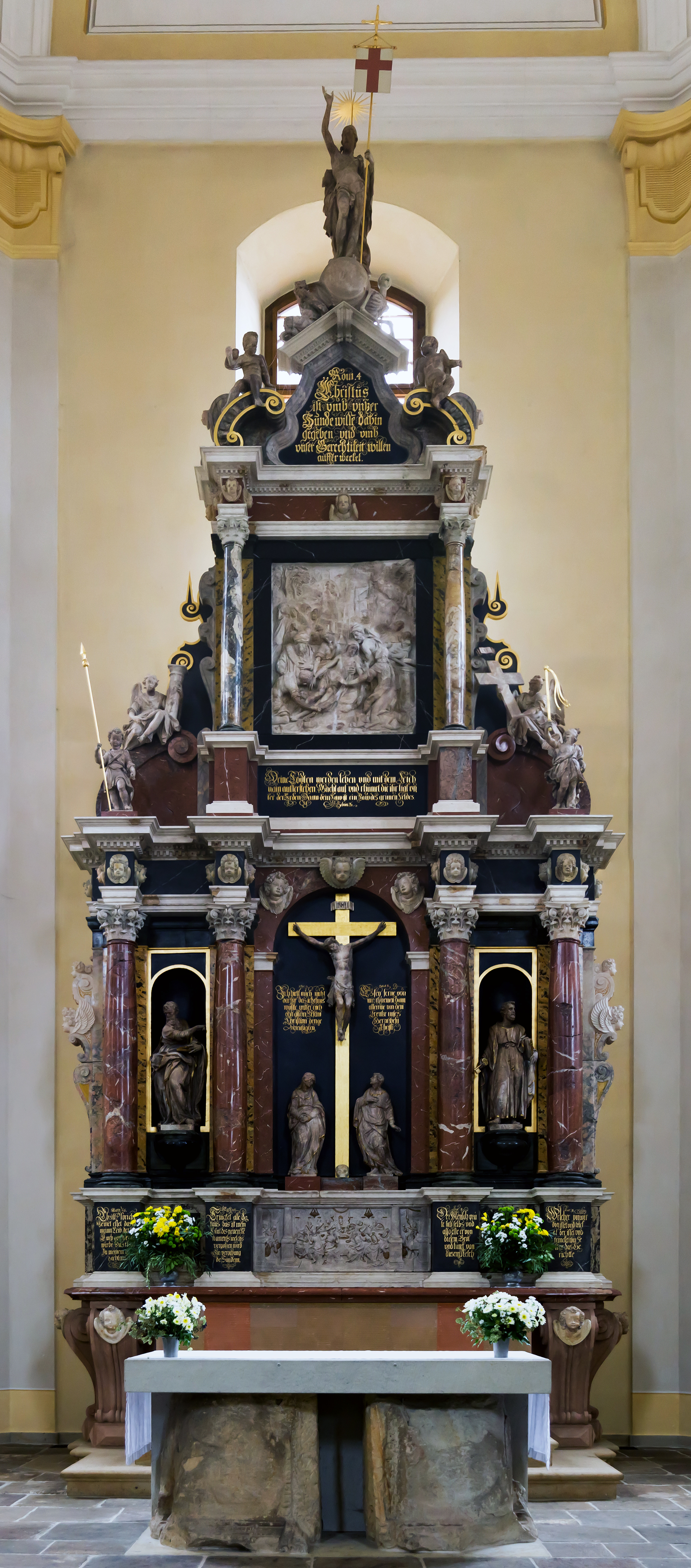
Der Nosseni-Altar im Februar 2011

Am 1. April 1993 stellte die Loschwitzer Kirchgemeinde beim Landeskirchenamt den Antrag, den Nosseni-Altar in die Loschwitzer Kirche zu übernehmen. Diese 1705–1708 von Johann Christian Fehre und George Bähr errichtete Barockkirche war nach ihrer fast vollständigen Zerstörung bei der Bombardierung Dresdens 1945 von 1991 bis 1994 wiederaufgebaut worden, wobei der barocke Kanzelaltar nicht rekonstruierbar war. Da die räumlichen Voraussetzungen für eine Aufstellung des Nosseni-Altars gegeben waren, begannen 1996 Vorüberlegungen zu seiner Rekonstruktion und Restaurierung des Altars. Der aus Alabaster, Marmor und Sandstein bestehende Altar lagerte zu dieser Zeit mit mehr als 350 Einzelteilen an verschiedenen Orten Dresdens. Erklärtes Ziel war, alle erhaltenen Teile in den restaurierten Altar einzufügen. Als mögliche Vorgehensweisen wurden unter anderem eine Anastilosis und eine Integration „alter“ Bestandteile in einen modernen Altarbau diskutiert.
Nach der Entscheidung für eine weitgehend originalgetreue Rekonstruktion unter Verwendung aller ca. 350 erhaltenen figürlichen Teile und Fragmente begannen 1998 die Arbeiten. Statische Probleme machten eine Verstärkung des Altaraufbaus mit einem Stahlgerüst im Inneren notwendig, bevor Ornamente und Figuren angebracht werden konnten. Die Bildhauerwerkstatt Christian Schulze und die Kunstformerei Manfred Zehrfeld ergänzten fehlende Teile des Altars in originalgetreuer Form. Die Rekonstruktion bildhauerischer Details aus verschiedenfarbigem Marmor und grünem Serpentin konnte jedoch vielfach „nicht materialgerecht vorgenommen [werden und] erfolgte in Stuckmarmor, der in Farbe und Struktur den eingefügten Originalteilen so angeglichen wurde, dass das ästhetische Erscheinungsbild des Altars wieder erlebbar ist und nur bei näherer Betrachtung sich die Unterschiede von Originalstück und Ergänzung erschließen“. Bei materialgerechten Ergänzungen wäre zudem ein Verlust an Originalmaterial unvermeidlich gewesen, da zum Anschluss an die rekonstruierten Teile ungleichmäßige Bruchstellen hätten abgearbeitet werden müssen. Beschädigte Figuren und Kapitelle, die ursprünglich aus Alabaster aus dem Südharz gefertigt waren, wurden durch getönten weißen Alabaster aus Italien ergänzt, sodass auch dort die Unterschiede zwischen den erhaltenen und den neu gefertigten Teilen sichtbar blieben.
Am 6. Oktober 2002 wurde der rund elf Meter hohe Nosseni-Altar in der Loschwitzer Kirche feierlich geweiht.

## Beschreibung
Der Renaissance-Altar hat einen dreistaffeligen Aufbau, bestehend aus Unter-, Mittel- und Oberteil. Ein derartiger Aufbau bildete das Hauptthema der kursächsischen Bildhauer um 1600.

### Unterer Altaraufbau

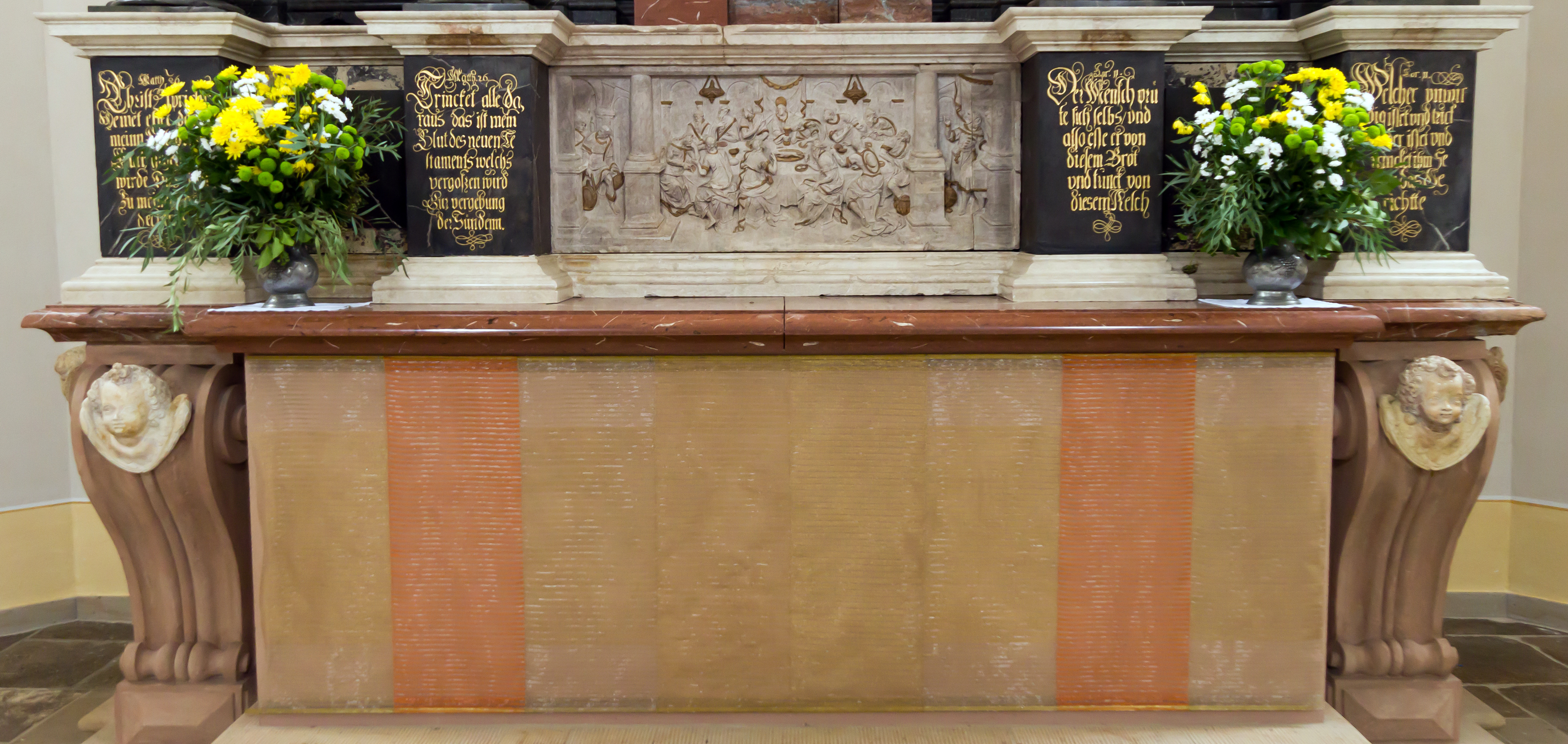
Der untere Altaraufbau des Nosseni-Altars.

Der untere Aufbau mit vier Postamenten über dem Altartisch ist mit Bibelstellen in goldenen Lettern auf schwarzem Marmor versehen. Auf dem äußeren linken Postament ist zu lesen: Matth. 26. „Christ spricht: Nemet, esset, das ist meinn Leib, der für Euch gegebenn wirdt. Des thut zu meinem Gedechtnis.“ Während auf dem inneren linken Postament folgender Bibelspruch zitiert wird: Matth. 26. „Trincket alle daraus, das ist mein Blut des neuen Testaments welches vergossen wird zur Vergebung der Sündenn“, zeigt das innere rechte Postament den Bibelspruch: Cor. 11. „Der Mensch prüfe sich selbs und also esse er von diesem Brot und trinck von diesem Kelch.“ Das äußere rechte Postament zitiert den Spruch: Cor. 11. „Welcher unwürdig isset und tricket der isset und trincket ihm selbst das Gerichtte.“
Zwischen den inneren Postamenten befindet sich als Predella ein Alabaster-Relief, das die Abendmahl-Szene zeigt: „Johannes neigt sich vor Christus, während die Apostel im Gespräch lebhaft bewegt erscheinen. Die malerisch gehaltene Perspective mahnt an Arbeiten des Giovanni da Bologna“, so die Einschätzung des Kunsthistorikers Cornelius Gurlitt. Heinrich Magirius deutete den zweiten Jünger von links am Abendmahlstisch als den Theologen Polykarp Leyser sowie die Weinkannen tragenden Männer am linken Rand als die Bildhauer Walther.

### Mittlerer Altaraufbau

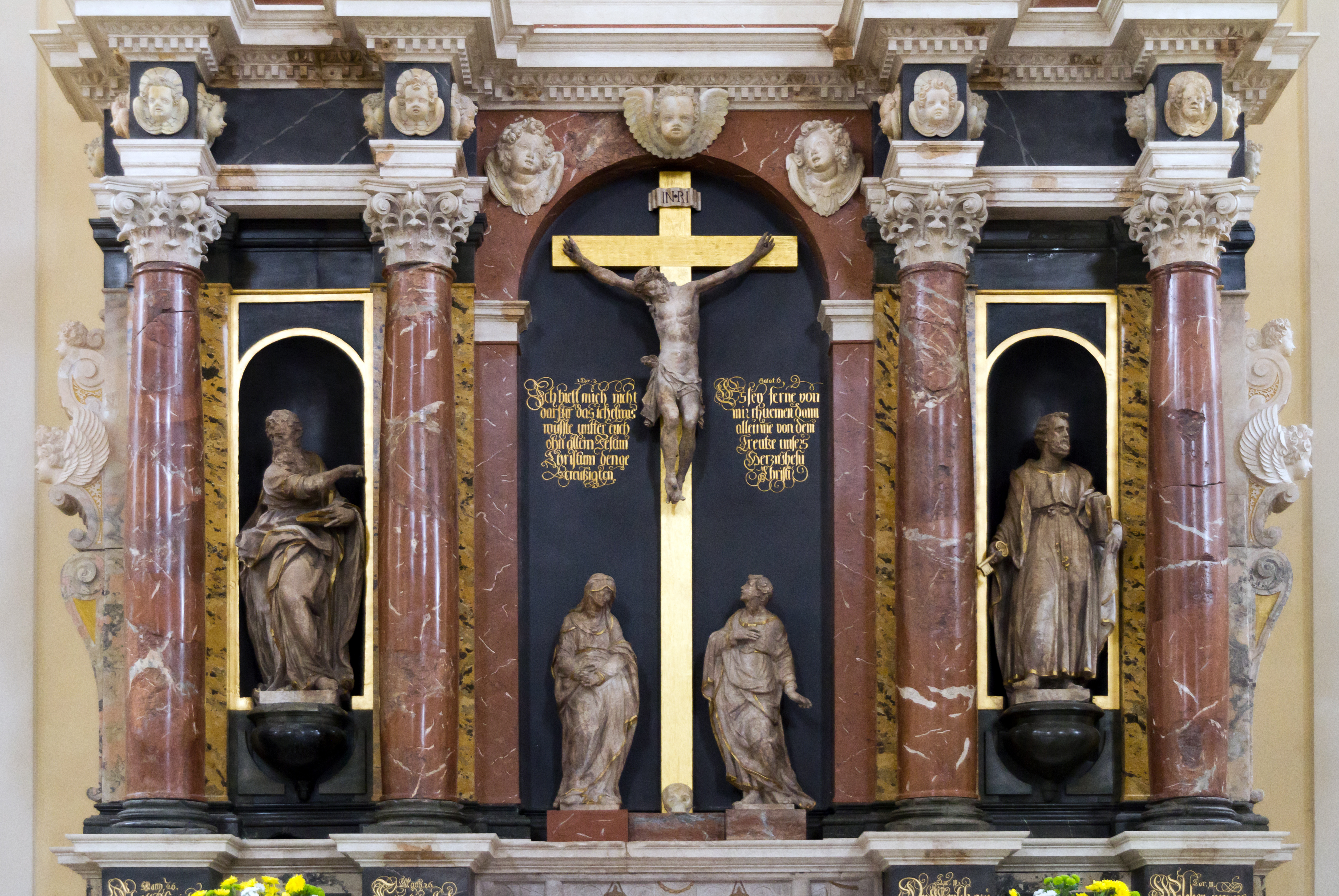
Mittelteil des Altars

Der mittlere Teil des Altars ist durch vier korinthische Säulen mit verkröpftem Gebälk geprägt, die auf den Postamenten des unteren Aufbaus stehen. Zwischen den inneren Säulen im Mittelfeld des Altars ist im Hauptgeschoss in einem einschneidenden Bogen die Kreuzigungsszene dargestellt, deren obere Rundung sich bis in die Frieszone erstreckt. Unter dem Kreuz mit der Christusfigur steht rechts eine 85 Zentimeter hohe Statue des Johannes und links eine gleich hohe der Maria.
Über den Figuren befinden sich Bibelsprüche in Goldlettern. Über der Marienfigur steht: 1. Cor. 2. „Ich hielt mich nicht dafür das ich etwas wüsste unter euch ohn allein Jesum Christum den gekreutzigten“, während über der Johannesfigur folgender Bibelspruch zu lesen ist: Galat. 6 „Es sey ferne von mir rhuemen dann alleinne von dem Creutze unsers Herrn Jhesu Christi.“
In den beiden Nischen zwischen innerer und äußerer Säule steht rechts die rund einen Meter hohe Figur des Petrus mit einem Schlüssel in der einen Hand. In der anderen trägt er ein geschlossenes Buch. In der linken Nische steht eine gleich hohe Statue des Paulus mit Buch und einem im Gewand verborgenen Schwert.

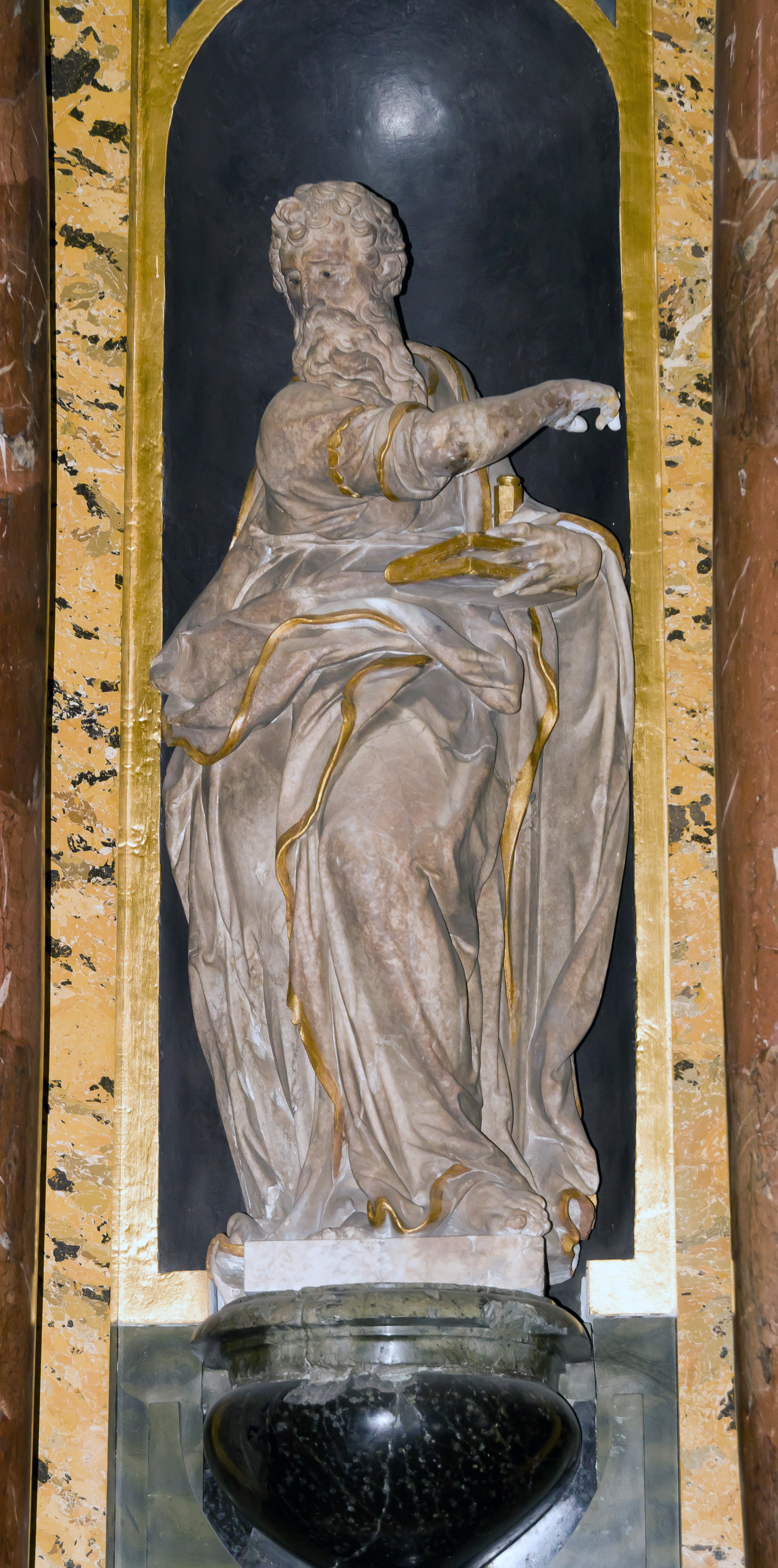
Mittlerer Altaraufbau, links: Paulus-Figur
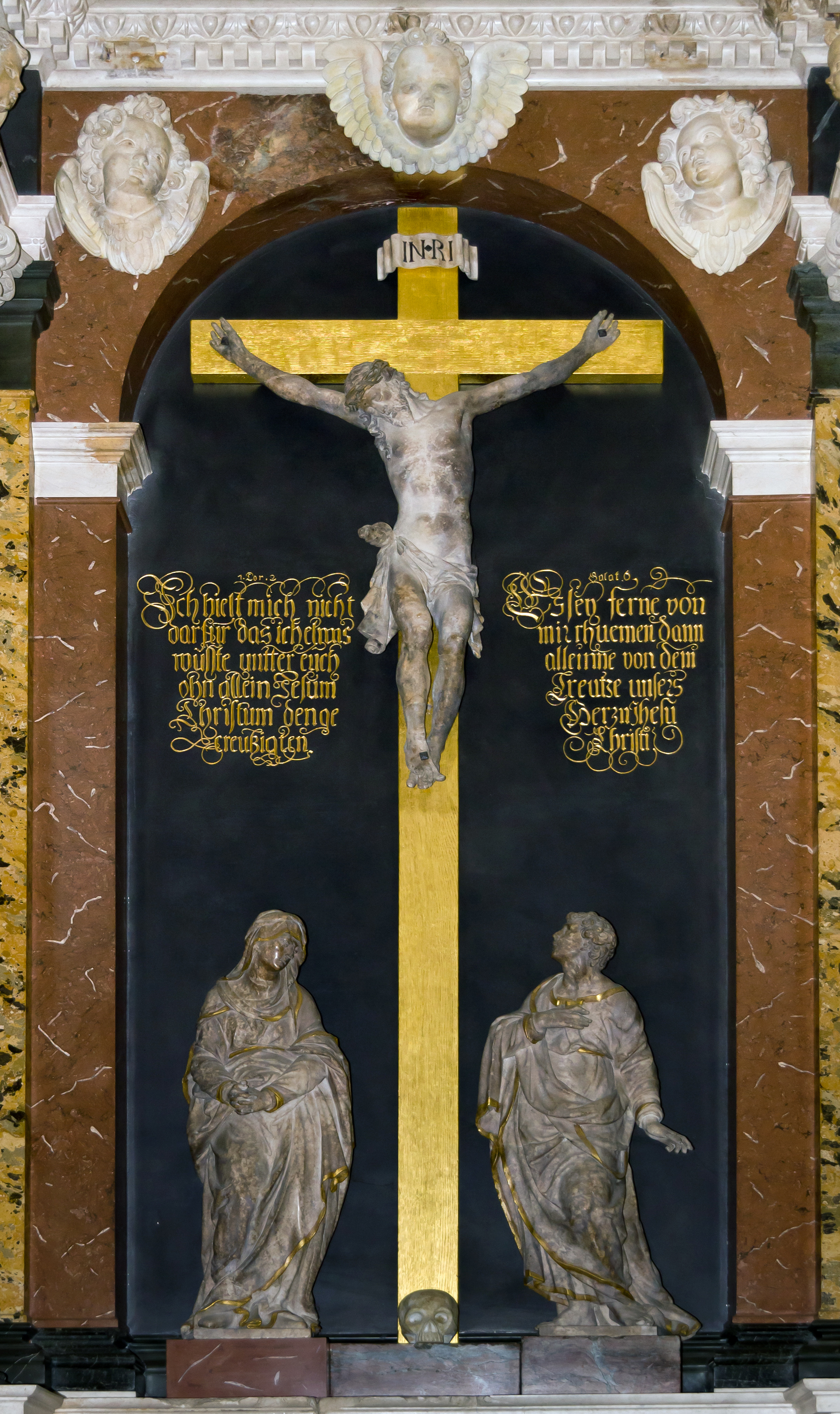
Mittlerer Altaraufbau, Mitte: Kreuzigungsgruppe
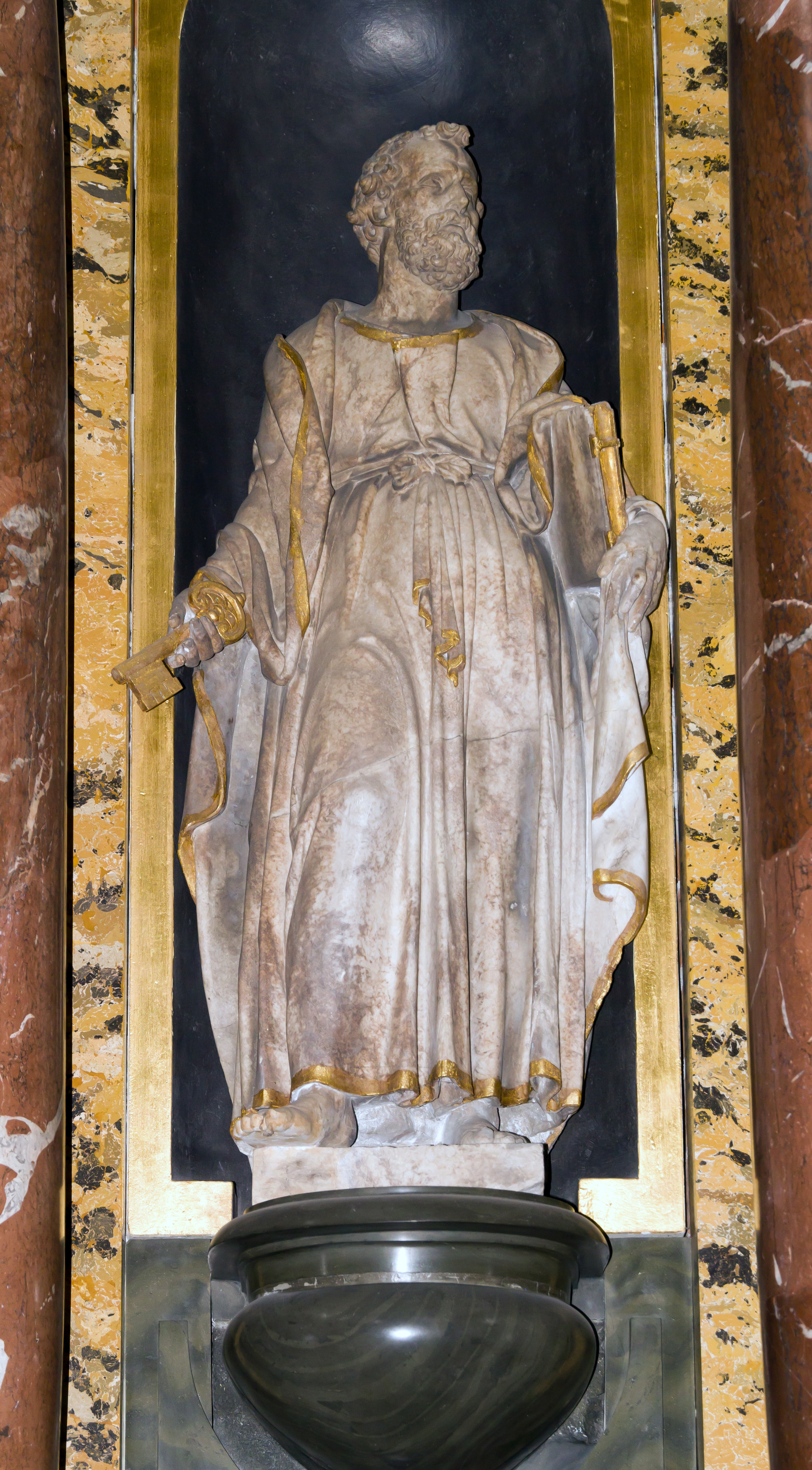
Mittlerer Altaraufbau, rechts: Petrus-Figur

### Oberer Altaraufbau

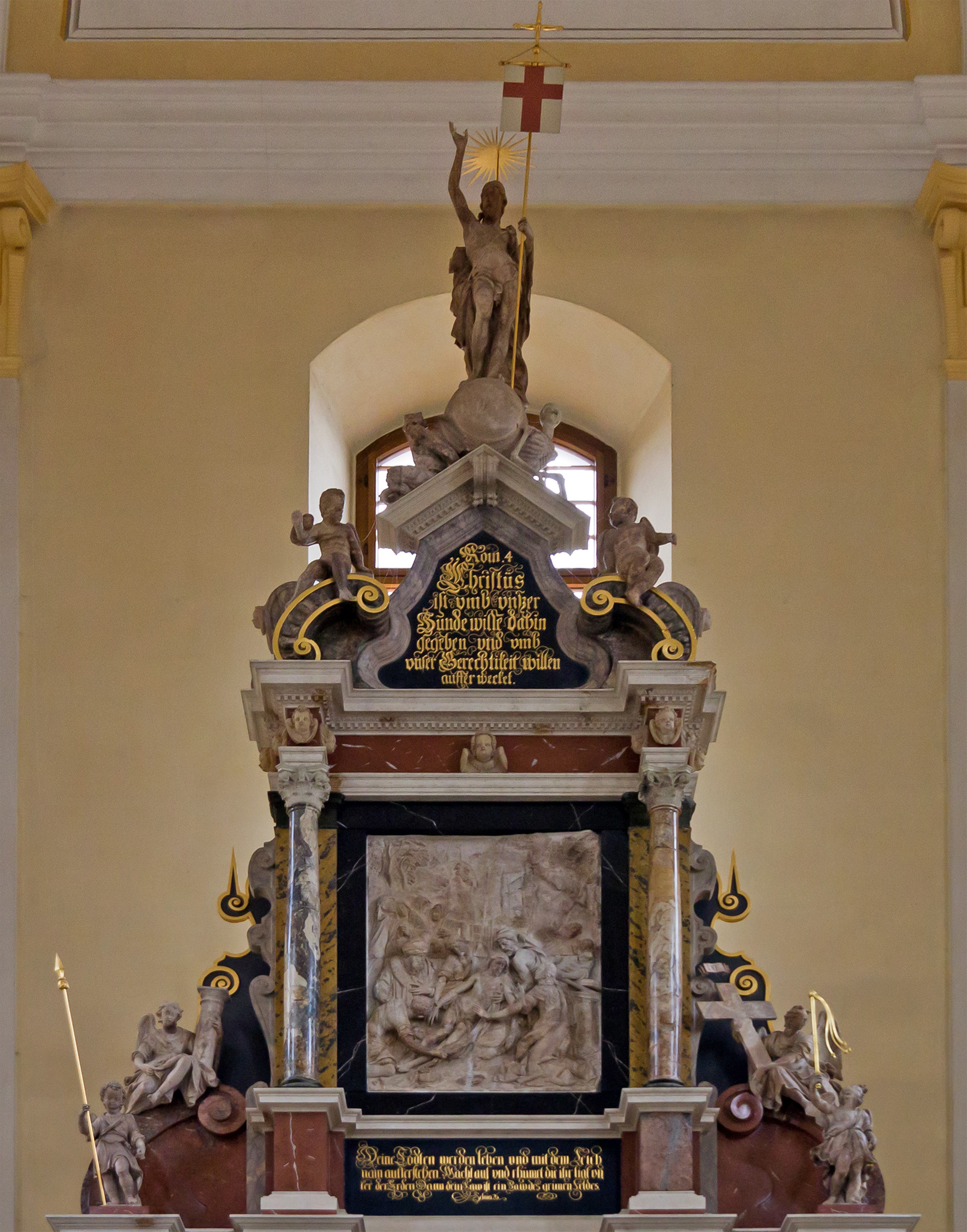
Oberer Altaraufbau

Über der Kreuzigungsgruppe schließt sich der sich verjüngende obere Altaraufbau an. In der Attikazone umschließen zwei Postamente die Brüstung mit einer Inschrift aus der Bibel: „Deine Todten werden leben und mit dem Leichnam aufferstehen. Wacht auf und rhumet die ihr ligt under der Erden, Dann dein Taw ist ein Taw des grünen Feldes. Jesaias 26.“
Zwischen den beiden sich anschließenden, die inneren korinthischen Säulen des Mittelfeldes fortführenden ionischen Säulen befindet sich ein Relief mit der Beweinung Christi. Es zeigt den von Aposteln an Füßen und Oberkörper gehaltenen, dahingesunkenen Christus, an dessen linker Seite Maria kniet. Weitere Frauen und Apostel befinden sich im Hintergrund, wo in der Ferne eine Landschaft erkennbar ist. Der Aufbau ist von Engeln mit Lanze, Kreuz und Geißelsäule umgeben. Den Aufbau bekrönt ein barocker aufgesprengter Ziergiebel, dessen Tympanon ein Bibelspruch aus Rom. 4, 25 ziert: „Christus ist umb unser Sünde willen dahin gegeben und umb unser Gereichtigkeit willen aufferwecket.“
Den Abschluss bildet der auferstandene Christus mit der Glaubensfahne auf einer Weltkugel, an die Tod und Teufel gelehnt sind.

## Ausführende Bildhauer
Robert Bruck wies 1912 darauf hin, dass Nosseni bei seinen „plastischen Aufträgen nicht selbst schaffend war, sondern andere Künstler oder Gehilfen seiner Werkstatt mit der Ausführung seiner Entwürfe beauftragte“. Nosseni sei höchstwahrscheinlich nur „der geistige Urheber“ des Altars gewesen und hat die eigentliche Ausführung seinen Werkstattgehilfen übertragen. Bruck meinte, den Stil verschiedener Bildhauer am Relief der Beweinung Christi, am Abendmahlsrelief, an der Christusfigur auf der Weltkugel und den ornamentalen Einzelheiten zu erkennen. Während kleinere Ornamente möglicherweise nur von Werkstattgehilfen stammten, werden die größeren künstlerischen Elemente des Altars zeitgenössischen Bildhauern zugeordnet.

### Abendmahlsrelief

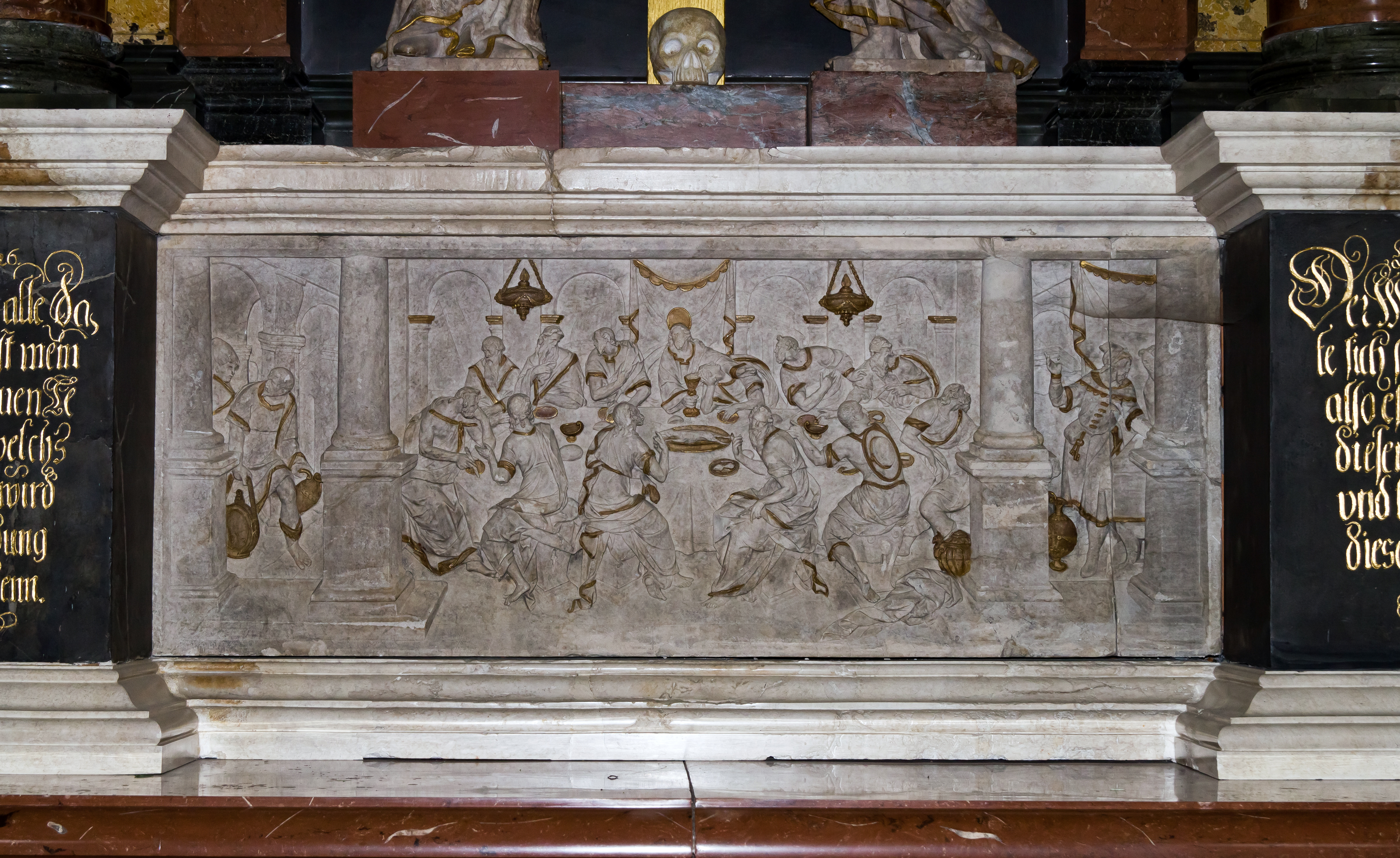
Abendmahlsrelief

Das Abendmahlsrelief unterscheidet sich in seiner Komposition wesentlich von gängigen Abendmahlsdarstellungen der deutschen Kunst. Jesus, der durch einen Heiligenschein gekennzeichnet ist, sitzt mit den Jüngern in einer Säulenhalle an einem Tisch. Durch die Bogen der Halle sind im Hintergrund Pyramiden, ein Kuppelbau und weitere Gebäude zu erkennen. Diener auf der linken Seite bringen Wein und sind im Gegensatz zu Christus und den Jüngern in weltliche Tracht gekleidet. Am rechten Rand des Reliefs steht ein Kellermeister mit Schlüsseln am Gürtel. Bruck sieht in dem Abendmahlsrelief einen deutlichen Bezug zu Paolo Veroneses Gastmahl im Hause des Levi und ordnet das Relief daher einem italienischen Künstler zu. Andere Wissenschaftler ordneten Nosseni sowohl den Entwurf als auch die Ausführung des Reliefs zu, das seinen Kunststil veranschaulichen würde. Da jedoch kein weiteres Relief aus Nossenis Hand existiert, schreibt Bruck nur den Entwurf Nosseni zu und hält die Ausführung durch einen noch unbekannten Werkstattgehilfen Nossenis für möglich.
Heinrich Magirius sieht stilistische Übereinstimmungen des Abendmahlsreliefs mit dem Cranachepitaph in Wittenberg, das S. W. F. signiert ist und Sebastian Walther zugeordnet wird. Deshalb schreibt er das Abendmahlsrelief Sebastian Walther zu.

### Relief der Beweinung Christi

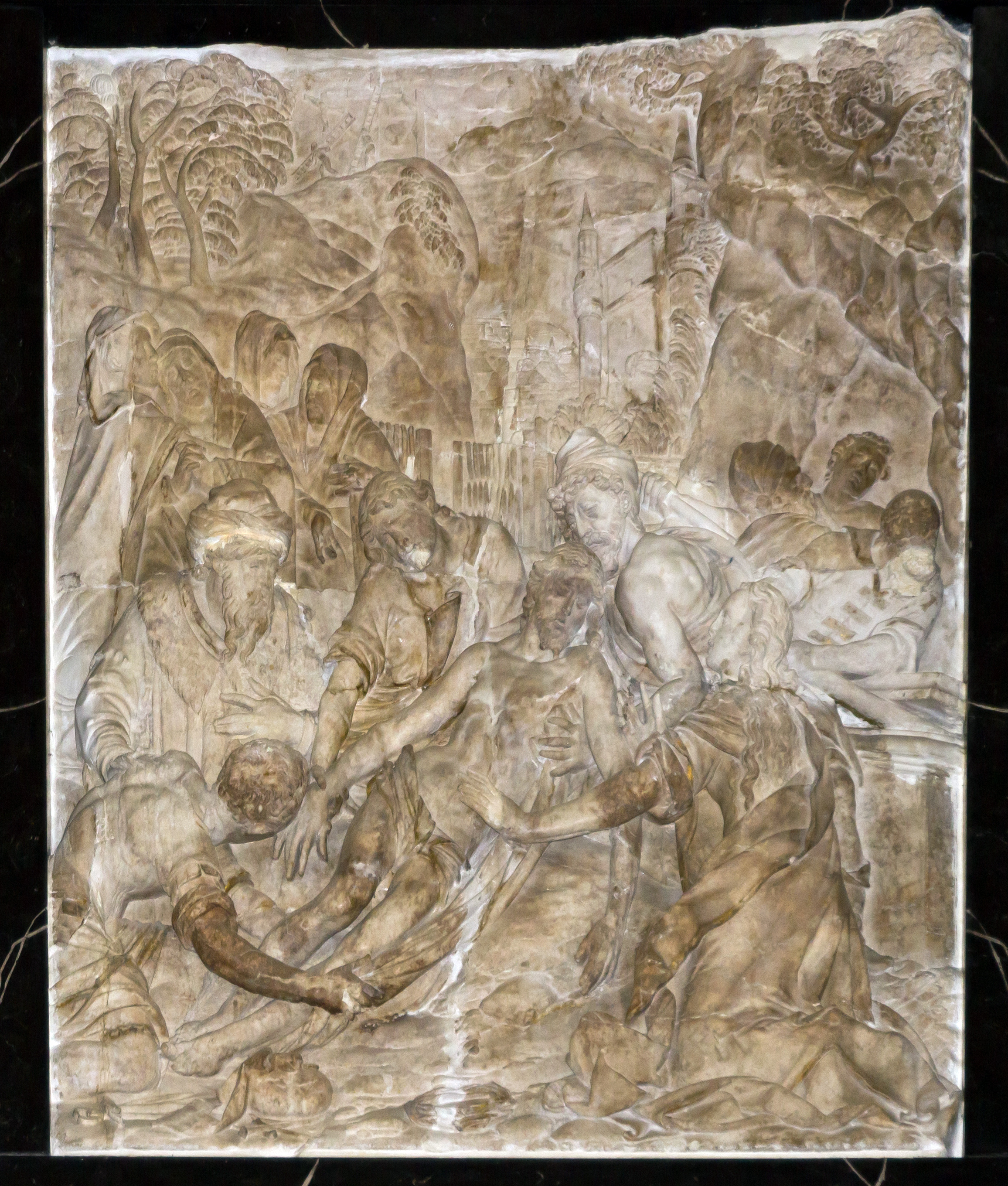
Relief der Beweinung Christi

Bruck nennt Sebastian Walther (1576–1645) den hervorragendsten Gehilfen in Nossenis Werkstatt, sodass es wahrscheinlich ist, dass Sebastian Walther große Teile des Altars ausgeführt hat. Da von Sebastian Walther kaum Werke überliefert sind, untersuchte Bruck das sogenannte Nosseni-Epitaph aus dem Jahr 1616. Durch Stilvergleiche ordnet er den Ecce homo des Epitaphs Hegewald zu und die seitlichen Alabasterreliefs Sebastian Walther. Die Reliefs des Epitaphs weisen wiederum mit dem Relief der Beweinung Christi des Altars deutliche Übereinstimmungen im Faltenwurf der Kleidung, in der Körperhaltung und im Ausdruck der Gesichter auf, sodass Bruck das Relief der Beweinung Christi Sebastian Walther zuordnet.
Heinrich Magirius sieht deutliche Unterschiede zwischen dem Abendmahlsrelief und der Darstellung der Beweinung Christi. Da sowohl Sebastian Walther als auch sein Bruder Christoph Walther IV mit dem Nosseni-Altar in Verbindung gebracht werden, vermutet Magirius in dem „durch seine etwas ängstliche akademische Trockenheit gekennzeichnete[n] Werk“ eine Arbeit entweder Christoph Walthers IV oder seines Bruders Michael Walther (1574–1624). Von Michael Walther existieren jedoch keine eindeutig zugeschriebenen Werke, die stilistische Vergleiche ermöglichen würden.

### Christus auf der Weltkugel

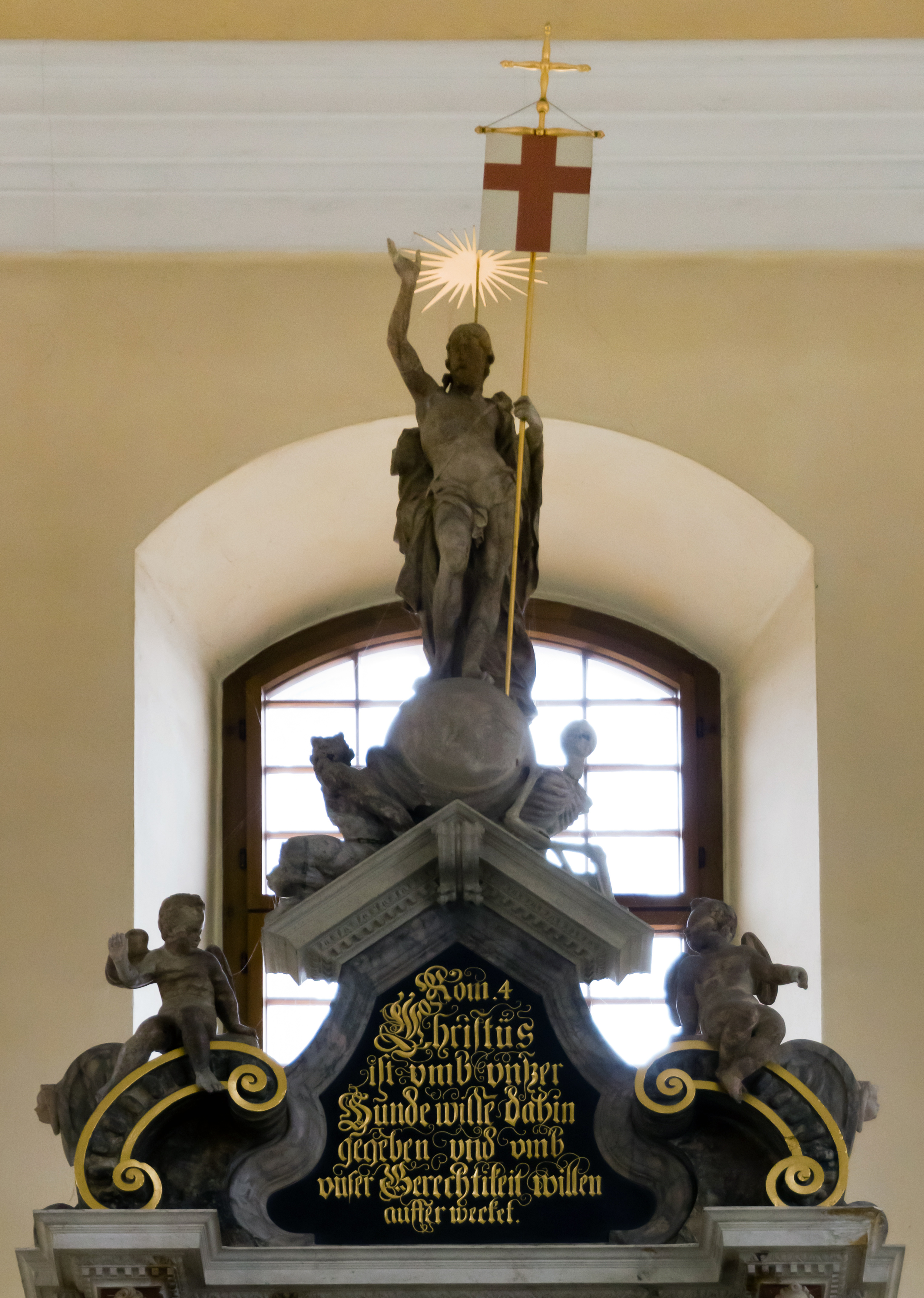
Christus auf der Weltkugel

In der Figur des Christus auf der Weltkugel glaubt Robert Bruck aufgrund von Gemeinsamkeiten mit dem Ecce homo des Nosseni-Epitaphs, wie „Haupthaar- und Bartbehandlung … in bewegten gelockten Strähnen …, [den] rechtwinklig zum Nasenansatz verlaufenden oberen Teile[n] der Augenhöhlen und [den] sehr schmalen oberen Augenlider[n]“, den Stil und die Art Zacharias Hegewalds zu erkennen.
Die kleine Figur des Todes, die sich an die Weltkugel anlehnt, trägt die Künstlersignatur C W F. Diese weist auf eine Urheberschaft Christoph Walthers IV hin. Die Signatur D. M. H. 1607 an der Weltkugel konnte bisher keinem Künstler zugeordnet werden. Möglicherweise handelte es sich um die Arbeit einer unbedeutenden Hilfskraft.

## Stil und Bewertung
Cornelius Gurlitt hob den italienischen Stil des Altars hervor, an dem im klaren Aufbau der Figuren der Einfluss der Schule des Jacopo Sansovino oder Giovanni da Bologna deutlich werde. Auch Fritz Löffler bezeichnete den Altar als „Hauptwerk des Manierismus … aus der Schule des Giovanni da Bologna“, wobei für die Arbeiten kursächsischer Bildhauer um 1600 der dreistaffelige Altaraufbau charakteristisch war. Hentschel schränkte daher ein, dass der Aufbau hätte „italienisch genannt werden können, hätte nicht die Rücksicht auf den hohen gotischen Chor [der Sophienkirche] zu einer Streckung der Proportionen und zu starker Verjüngung nach oben geführt.“ Dem „nordischen Geschmack“ angepasst seien auch die Voluten-Übergänge vom Haupt- zum Obergeschoss, während der strenge Aufbau und das Figurenwerk italienisch seien. Die „Enge und Beschränktheit des Raumes“ für die Figuren zeige jedoch erneut eine Anpassung an „‚nordische‘ Gepflogenheiten“. Obwohl „der Ausdruck kein hervorragend vertiefter ist“, so zeuge der Altar von einer Formenschönheit, die Nosseni schon bei der Gestaltung des Freiberger Fürstengrabs auszeichnete. Heinrich Magirius fasste den kunsthistorisch-stilistischen Aspekt des Nosseni-Altars 2004 zusammen:

„Kunsthistorisch betrachtet, legt der Altar Zeugnis ab für die seit Mitte des 16. Jahrhunderts anhaltende Dominanz italienischer Kultur am Dresdner Hof, in diesem Falle deutlich venezianischer Provenienz, gleichzeitig aber auch deren Anverwandlung an heimische Traditionen.“

## Belege und Anmerkungen
1. ↑  Markus Hunecke: Die Sophienkirche im Wandel der Geschichte. benno, Leipzig 1999, S. 106.
2. ↑  Dies betraf den „roten Marmor für die Säulen, schwarzen Marmor für die Rücklagen, dunkelgrünen Zöblitzer Serpentin für die Säulenbasen, dazu hellen Alabaster“ für Reliefs und Ornamente. Vgl. Walter Hentschel: Nosseni und die dritte Walther-Generation. In: Walter Hentschel: Dresdner Bildhauer des 16. und 17. Jahrhunderts. Hermann Böhlaus Nachfolger, Weimar 1966, S. 67–88, hier S. 69.
3. ↑  Heinrich Magirius: Der Nosseni-Altar aus der Sophienkirche in Dresden. Verlag der Sächsischen Akademie der Wissenschaften, Leipzig 2004, S. 16.
4. 1 2 3 4  Eberhard Münzner (Denkmalschutzamt Dresden): Archäologische Rekonstruktion des Nossenialtars. in: Dresden. Denkmalschutz und Denkmalpflege. Herausgegeben vom Amt für Denkmalschutz Dresden zusammen mit dem Gehrig-Verlag Merseburg. Merseburg 2002, S. 24 f.
5. ↑  Heinrich Magirius: Der Nosseni-Altar aus der Sophienkirche in Dresden. Verlag der Sächsischen Akademie der Wissenschaften, Leipzig 2004, S. 3.
6. ↑  Denkmal: Loschwitzer Kirche, Kirchhof, Nosseni-Altar; Datum nach Heinrich Magirius: Der Nosseni-Altar aus der Sophienkirche in Dresden. Verlag der Sächsischen Akademie der Wissenschaften, Leipzig 2004, S. 6f.
7. ↑  Annette Dubbers (Hrsg.): Loschwitz. Eigenverlag, Dresden 2003, S. 18.
8. ↑  Heinrich Magirius: Der Nosseni-Altar aus der Sophienkirche in Dresden. Verlag der Sächsischen Akademie der Wissenschaften, Leipzig 2004, S. 7–8.
9. ↑  Heinrich Magirius in: Otto-R. Wenzel: Die Loschwitzer Kirche – Bau, Zerstörung und Wiederaufbau. In: Ev.-Luth.-Kirchgemeinde Dresden-Loschwitz (Hrsg.): 300 Jahre Kirchgemeinde Dresden-Loschwitz. Festschrift. Ev.-Luth. Kirchgemeinde Dresden-Loschwitz, Dresden 2004, S. 39–40.
10. 1 2  Fritz Löffler: Das alte Dresden – Geschichte seiner Bauten. Seemann, Leipzig 1981, S. 36.
11. 1 2 3 4 5  Alle Sprüche nach Cornelius Gurlitt: Beschreibende Darstellung der älteren Bau- und Kunstdenkmäler des Königreichs Sachsen. Band 21: Stadt Dresden, Teil 1. In Commission bei C. C. Meinhold & Söhne, Dresden 1900, S. 93–95
12. ↑  Cornelius Gurlitt: Beschreibende Darstellung der älteren Bau- und Kunstdenkmäler des Königreichs Sachsen. Band 21: Stadt Dresden, Teil 1. In Commission bei C. C. Meinhold & Söhne, Dresden 1900, S. 94.
13. ↑  Heinrich Magirius: Der Nosseni-Altar aus der Sophienkirche in Dresden. Verlag der Sächsischen Akademie der Wissenschaften, Leipzig 2004, S. 17.
14. ↑  Cornelius Gurlitt: Beschreibende Darstellung der älteren Bau- und Kunstdenkmäler des Königreichs Sachsen. Band 21: Stadt Dresden, Teil 1. In Commission bei C. C. Meinhold & Söhne, Dresden 1900, S. 93.
15. 1 2 3  Cornelius Gurlitt: Beschreibende Darstellung der älteren Bau- und Kunstdenkmäler des Königreichs Sachsen. Band 21: Stadt Dresden, Teil 1. In Commission bei C. C. Meinhold & Söhne, Dresden 1900, S. 95.
16. ↑  Magirius (2004), S. 15; Dehio (2005), S. 179. Gurlitt deutet die Figur des Paulus fälschlicherweise als Moses. Vgl. Gurlitt (1900), S. 95.
17. ↑  Nach Gurlitt (1900), S. 95, Dehio (2005), S. 179. Magirius deutet die Szene als Grablegung Christi. Vgl. Magirius (2004), S. 15. Ebenso Hentschel (1966), S. 70 und Bruck (1912), S. 48.
18. ↑  Heinrich Magirius: Der Nosseni-Altar aus der Sophienkirche in Dresden. Verlag der Sächsischen Akademie der Wissenschaften, Leipzig 2004, S. 15.
19. 1 2  Robert Bruck: Die Sophienkirche in Dresden. Ihre Geschichte und ihre Kunstschätze. Keller, Dresden 1912, S. 49.
20. 1 2 3 4  Robert Bruck: Die Sophienkirche in Dresden. Ihre Geschichte und ihre Kunstschätze. Keller, Dresden 1912, S. 53.
21. ↑  Walter Mackowsky: Giovanni Maria Nosseni und die Renaissance in Sachsen. Wasmuth, Berlin 1904, S. 99.
22. 1 2  Heinrich Magirius: Der Nosseni-Altar aus der Sophienkirche in Dresden. Verlag der Sächsischen Akademie der Wissenschaften, Leipzig 2004, S. 22.
23. ↑  Robert Bruck: Die Sophienkirche in Dresden. Ihre Geschichte und ihre Kunstschätze. Keller, Dresden 1912, S. 52.
24. ↑  Robert Bruck: Die Sophienkirche in Dresden. Ihre Geschichte und ihre Kunstschätze. Keller, Dresden 1912, S. 51.
25. 1 2  Walter Hentschel: Nosseni und die dritte Walther-Generation. In: Walter Hentschel: Dresdner Bildhauer des 16. und 17. Jahrhunderts. Hermann Böhlaus Nachfolger, Weimar 1966, S. 67–88, hier S. 70.
26. ↑  Heinrich Magirius: Der Nosseni-Altar aus der Sophienkirche in Dresden. Verlag der Sächsischen Akademie der Wissenschaften, Leipzig 2004, S. 21.
27. 1 2  Walter Hentschel: Nosseni und die dritte Walther-Generation. In: Walter Hentschel: Dresdner Bildhauer des 16. und 17. Jahrhunderts. Hermann Böhlaus Nachfolger, Weimar 1966, S. 67–88, hier S. 69.
28. ↑  Heinrich Magirius: Der Nosseni-Altar aus der Sophienkirche in Dresden. Verlag der Sächsischen Akademie der Wissenschaften, Leipzig 2004, S. 19.
29. ↑  Heinrich Magirius: Der Nosseni-Altar aus der Sophienkirche in Dresden. Verlag der Sächsischen Akademie der Wissenschaften, Leipzig 2004, S. 11.

Koordinaten: 51° 3′ 10,8″ N, 13° 49′ 2,7″ O